# 天使のまなざしプロジェクト
天使のまなざしプロジェクトは、バングラデシュ支援のための日本の組織。

代表は二宮敏泰（にのみや・としやす）。

## 概要
バングラデシュの識字率、医療環境の向上を目指し、チャリティーコンサートなどを通してピルガゾン村に図書館を建設。

プロジェクト名である「天使のまなざし」は、図書館建設の土地を視察しに初めてピルガゾン村を訪れた際の、現地の子どもたちとの出会いが由来。

## 活動の経緯
趣味で組んでいたロックバンドのメンバーの紹介で、ピルガゾン村出身の人物と出会う。

「バングラデシュでは小さな村に病院がほとんどない。原因は、識字率が４割と低く、医師が育たないことにある」という話を聞き、図書館建設を思い立つ。

コンサートや現代美術展、寄付金などによって得た資金で土地を買い、図書館の建設を実現。

現在は図書館の隣に診療所を建設する計画とともに、病院でアートを通じて子ども達と会話する取り組みを行う。